# 마운틴 (밴드)
마운틴(Mountain)은 1969년 뉴욕주 롱아일랜드에서 결성된 미국의 하드 록 밴드였다. 원래 보컬리스트이자 기타리스트인 레슬리 웨스트, 베이시스트이자 보컬리스트인 펠릭스 파팔라디, 키보디스트 스티브 나이트, 드러머 N. D. 스마트로 구성되어 있던 이 밴드는 1972년에 해체되어 1973년부터 자주 재회했다. 〈Mississippi Queen〉뿐만 아니라 크게 샘플링된 노래 〈Long Red〉와 1969년 우드스톡 페스티벌에서의 그들의 공연으로 잘 알려진 마운틴은 1970년대 헤비 메탈 음악의 발전에 영향을 끼친 것으로 널리 인정받은 많은 밴드들 중 하나이다. 그 밴드의 음악 스타일은 주로 하드 록, 블루스 록, 헤비 메탈로 구성되었다.

## 음반 목록

### 스튜디오 음반
- 《Climbing!》 (1970년)
- 《Nantucket Sleighride》 (1971년)
- 《Flowers of Evil》 (1971년)
- 《Avalanche》 (1974년)
- 《Go for Your Life》 (1985년)
- 《Man's World》 (1996년)
- 《Mystic Fire》 (2002년)
- 《Masters of War》 (2007년)

### 라이브 음반
- 《Mountain Live: The Road Goes Ever On》 (1972년)
- 《Twin Peaks》 (1974년)